# Сайота (тауншип, Миннесота)
Сайота (англ. Sciota) — тауншип в округе Дакота, Миннесота, США. На 2000 год его население составило 285 человек.

## География
По данным Бюро переписи населения США площадь тауншипа составляет 38,7 км², из которых 38,7 км² занимает суша, водоёмов нет.

## Демография
По данным переписи населения 2000 года здесь находились 285 человек, 92 домохозяйства и 75 семей.  Плотность населения —  7,4 чел./км².  На территории тауншипа расположено 93 постройки со средней плотностью 2,4 построек на один квадратный километр. Расовый состав населения: 97,54 % белых, 0,70 % коренных американцев, 0,35 % азиатов, 1,40 % — других рас США.
Из 92 домохозяйств в 41,3 % воспитывались дети до 18 лет, в 78,3 % проживали супружеские пары, в 2,2 % проживали незамужние женщины и в 17,4 % домохозяйств проживали несемейные люди. 9,8 % домохозяйств состояли из одного человека, при том 3,3 % из — одиноких пожилых людей старше 65 лет. Средний размер домохозяйства — 3,10, а семьи — 3,38 человека.
31,6 % населения — младше 18 лет, 4,9 % — в возрасте от 18 до 24 лет, 33,3 % — от 25 до 44, 23,2 % — от 45 до 64, и 7,0 % — старше 65 лет. Средний возраст — 35 лет. На каждые 100 женщин приходилось 106,5 мужчин.  На каждые 100 женщин старше 18 приходилось 107,4 мужчин.
Средний годовой доход домохозяйства составлял 63 125 долларов, а средний годовой доход семьи —  66 750 долларов. Средний доход мужчин —  45 536 долларов, в то время как у женщин — 27 292. Доход на душу населения составил 23 181 доллар. За чертой бедности находились 6,0 % семей и 9,5 % всего населения тауншипа, из которых 6,0 % младше 18 и 24,0 % старше 65 лет.